# La Plus Grande Histoire jamais contée
Cet article concerne le film de George Stevens. Pour l'album de David Banner, voir The Greatest Story Ever Told.
Pour plus de détails, voir Fiche technique et Distribution.
La Plus Grande Histoire jamais contée (The Greatest Story Ever Told) est un film américain réalisé par George Stevens, même si quelques scènes furent réalisées par David Lean et Jean Negulesco, sorti en 1965.

## Synopsis
Ce film se veut une adaptation cinématographique de la vie de Jésus Christ telle que relatée par le Nouveau Testament.

## Fiche technique
- Titre : La Plus Grande Histoire jamais contée
- Titre original : The Greatest Story Ever Told
- Réalisation : George Stevens, assisté de Richard Talmadge, William Hale, David S. Hall et Paul Baxley ; participation non créditée de David Lean et Jean Negulesco.
- Scénario : James Lee Barrett, George Stevens et Henry Denker d'après le livre de Fulton Oursler
- Production : Frank I. Davis, George Stevens, George Stevens Jr. et Antonio Vellani
- Musique : Alfred Newman
- Photographie : Loyal Griggs et William C. Mellor
- Montage : Harold F. Kress, Art J. Nelson et Frank O'Neil
- Décors : Fred M. MacLean, Ray Moyer et Norman Rockett
- Costumes : Marjorie Best et Vittorio Nino Novarese
- Société de distribution : United Artists
- Budget : 20 000 000 $
- Pays de production : États-Unis
- Langue : anglais
- Format : Couleurs Ultra Panavision 70
- Genre : Drame
- Durée : 195 minutes, 260 minutes (version originale), 141 minutes (version réduite)
- Dates de sortie :
  - États-Unis : 17 février 1965
  - France : 28 octobre 1965

## Distribution
- Max von Sydow  (V.F. : Michel Gatineau) : Jésus
- Michael Anderson Jr. (V.F. : Georges Poujouly) : Jacques le Mineur
- Carroll Baker : Véronique
- Ina Balin (V.F. : Jeanine Freson)  : Marthe de Béthanie
- Pat Boone (V.F. : Marc de Georgi) : le personnage dans le tombeau
- Victor Buono (V.F. : Albert Augier) : Sorak
- Richard Conte : Barabbas
- Joanna Dunham  (V.F. : Arlette Thomas) : Marie Madeleine
- José Ferrer (V.F. : André Valmy)  : Hérode Antipas
- Van Heflin (V.F. : Claude Bertrand) : Bar Amand
- Charlton Heston  (V.F. : Jean-Claude Michel) : Jean Baptiste
- Martin Landau (V.F. : Georges Atlas)  : Caïphe
- Angela Lansbury : Claudia
- Janet Margolin : Marie de Béthanie
- David McCallum (V.F. : Marc Cassot)  : Judas Iscariote
- Roddy McDowall (V.F. : Marc de Georgi)  : Mathieu
- Dorothy McGuire : la Vierge Marie
- Sal Mineo : Uriah
- Nehemiah Persoff (V.F. : Paul Amiot) : Shemiah
- Donald Pleasence (V.F. : Paul Ville)  : Ermite - Satan
- Sidney Poitier : Simon de Cyrène
- Claude Rains  (V.F. : Gerald Castrix) : le roi Hérode
- Gary Raymond : Pierre
- Joseph Schildkraut (V.F. : Fernand Fabre)  : Nicodème
- Ed Wynn  (V.F. : Richard Francoeur) : Vieux Aram
- Telly Savalas (V.F. : Henri Poirier) : Ponce Pilate
- Paul Stewart (V.F. : Stéphane Audel) : un questeur
- John Wayne (V.F. : Henri Poirier) : centurion de la crucifixion
- Shelley Winters : une femme
- Rodolfo Acosta (V.F. :  Henry Djanik)  : capitaine des lanciers
- Michael Ansara (V.F. : Duncan Elliott) : un commandant d'Hérode
- John Abbott (V.F. : Fernand Fabre) : Aben
- John Lupton : l'orateur à Capharnaüm
- Cyril Delevanti : Melchior
- Frank Silvera (V.F. : Maurice Pierrat) : Gaspard
- John Crawford : Alexandre
- Michael Tolan (V.F. : Jean Lagache) : Lazare
- Philip Coolidge (V.F. : Georges Hubert) : Chuza
- Harold J. Stone (V.F. : Jean Martinelli) : le général Varus

Et, parmi les acteurs non crédités :
- Richard Bakalyan (V.F. : René Bériard) : le bon Larron
- Jay C. Flippen : un soldat ivre à la cour d'Hérode Antipas
- Kay Hammond
- Christopher Lee (V.F. : Henry Djanik) : l'homme voulant la lapidation de Marie Madeleine
- Celia Lovsky : une femme derrière les grilles

## Production

### Le rôle de Lean et Negulesco
À la suite d'un risque de dépassement de budget et de casting lors du tournage dans l'Utah et au Nevada, George Stevens proposa à d'autres réalisateurs de tourner certaines scènes. Il demanda à Fred Zinnemann qui déclina l'offre. Finalement, les scènes furent tournés par Lean et Negulesco, et concernent le début du film. David Lean tourna les scènes avec le roi Hérode et Hérode Antipas. Ce fut le dernier rôle au cinéma de l'acteur Claude Rains et la seule fois que Lean tourna en Amérique. Jean Negulesco tourna les scènes de la nativité.

## Nominations
- 38e cérémonie des Oscars :
  - Meilleure direction artistique (couleur) : Richard Day, William Creber, David S. Hall (direction artistique) ; Ray Moyer, Fred MacLean, Norman Rockett (décorateurs)
  - Meilleure photographie (couleur) : William C. Mellor et Loyal Griggs
  - Meilleurs costumes (couleur) : Vittorio Nino Novarese et Marjorie Best
  - Meilleure musique (originale) : Alfred Newman
  - Meilleurs effets visuels : J. McMillan Johnson

## Critiques
D'après Alain Paucard, ce film est « le plus grand fisco jamais tourné ».

### Revue de presse
- José Pena, « La plus grande histoire jamais contée », Téléciné no 126, Paris, Fédération des Loisirs et Culture Cinématographique (FLECC), décembre 1965, p. 43,  (ISSN 0049-3287)